# Invasão turca de Chipre
A invasão turca do Chipre foi uma operação militar da Turquia, lançada em 20 de julho de 1974 em resposta a um golpe de Estado em Chipre apoiado pela junta militar grega e organizado pela Guarda Nacional Cipriota, cujos líderes derrubaram o presidente cipriota e arcebispo Makarios III e instalaram Nikos Sampson em seu lugar. É conhecida na Turquia como Operação de Paz em Chipre (em turco: Kıbrıs Barış Harekâtı) e Operação Chipre (Kıbrıs Harekâtı).
A invasão turca, de codinome Operação Átila (Atilla Harekâtı), ocorreu em duas etapas e terminou em agosto de 1974, quando tropas turcas ocuparam 37% do território da ilha, que foi seguida pela criação de facto da República Turca do Chipre do Norte, que só a Turquia reconhece, em contradição com os termos do Tratado de Garantia de 1960.
Mais de um quarto da população do Chipre foi expulsa da parte norte ocupada da ilha, onde os cipriotas gregos constituíram 80% da população. Houve também um fluxo de cerca de 60 000 cipriotas turcos do sul para o norte após o conflito: um grande número de cipriotas turcos, muitos dos quais foram obrigados a viver em enclaves isolados e guetos por toda a ilha durante a violência étnica de 1963 e 1974, optaram por abandonar as suas casas no sul e mudaram-se para o norte depois de 1974. A invasão turca terminou na partição do Chipre ao longo da Linha Verde monitorada pela ONU, que ainda divide o Chipre. Em 1983, a República Turca do Chipre do Norte (RTCN) declarou a independência, embora a Turquia é o único país que reconhece-la.
Os Estados Unidos e a OTAN apoiaram a ideia de uma intervenção militar turca Os conflitos entre as comunidades gregas e turcas na ilha que precederam a invasão tinham levado a Grécia e a Turquia (dois membros da OTAN) à beira de uma guerra total em várias ocasiões entre 1963 e 1974, um confronto mais grave foi impedido pela mediação de última hora do presidente dos EUA Lyndon Johnson, em 5 de junho de 1964. O lado grego, tradicionalmente pró-EUA, culpou a administração do presidente Richard Nixon e, em particular, Henry Kissinger, por apoiar a Turquia antes e durante a invasão militar turca, na sequência de uma decisão do Conselho de Segurança Nacional dos EUA em maio 1974 para trazer um fim a Questão do Chipre.
A invasão ocorreu depois do conflito étnico entre a maioria da ilha, os cipriotas gregos, e a minoria, os cipriotas turcos, resultantes da repartição constitucional de 1963. A Turquia afirma que ela invocou seu papel de direito ao abrigo do Tratado de Garantia de 1960, como justificativa para tal. A repartição constitucional de 1963 e 1964, a invasão turca de 1974, o deslocamento de 180 000 cipriotas gregos das áreas ocupadas e à criação da autodeclarada República Turca do Chipre do Norte em 1983, formam as questões centrais em torno da disputa do Chipre.
As Nações Unidas ainda reconhecem a soberania da República do Chipre, segundo os termos da sua independência em 1960. O conflito continua a afetar as relações da Turquia com o Chipre, Grécia e da União Europeia.